# 辻尾真二
辻尾 真二（つじお しんじ、1985年12月23日 - ）は、大阪府堺市出身の元プロサッカー選手。ポジションはディフェンダー。

## 来歴
実父は実業家の辻尾敏明。
小学校年代は青英学園SCに所属し、一つ上の神山竜一とプレーした。中学年代は庭代FCでプレー。所属クラブは違うものの、同じ小中学校の3年後輩に田中明日菜がいる。
2001年、和歌山県にある高校サッカーの強豪、初芝橋本高等学校に入学する。1年先輩に酒本憲幸・初田真也がいる。2003年高3のときに第82回全国高等学校サッカー選手権大会ベスト8入りしている。
2004年、中央大学に進学。3年先輩に柴村直弥・太田康介、2年先輩に平松大志・小林優希・天羽良輔、1年先輩に園田拓也、1年後輩に小池悠貴・山形雄介、2年後輩に村田翔・小野博信・新井辰也、3年後輩に佐藤謙介・永木亮太がいる。大学4年時には中央大キャプテンを務めた。
大学1年時に大熊清率いるU-19日本代表に選ばれている。ユニバーシアード日本代表には、2005年トルコ・イズミル大会、2007年タイ・バンコク大会の2度選出され、2005年大会は優勝に貢献した。2007年北京五輪出場を目指す、反町康治率いるU-22日本代表に選ばれている。
なお、大学年代まではFWとしてプレーしている。2006年大学3年の時に清水エスパルスに特別指定選手として登録されている。2007年春の清水キャンプで右サイドバックとしての適性を見出された。
2008年、清水エスパルスへ入団。同期入団は、大前元紀・本田拓也・永畑祐樹。プロ入り後、正式にサイドバックにコンバートされた。同シーズン第1節で市川大祐の負傷により交代出場でリーグ戦デビューしている。2008年の天皇杯の鹿島アントラーズ戦ではセンターバックも務めた。2010年末の長谷川健太監督退任に伴う清水の主力大量流出の際もチームに残留した。2011年、アフシン・ゴトビ監督のもと、27試合に出場するなど右サイドバックに定着していた。同年5月22日にはプロ初ゴールを決め、これはJ1リーグ通算15,000ゴール目のメモリアルゴールとなった。
2012年シーズン前のキャンプで怪我 をし復帰まで長引いた。この間、吉田豊にポジションを奪われ、怪我から復帰以降も出場機会が減少 した。
同年7月、サンフレッチェ広島へ期限付き移籍した。広島は、怪我の山岸智および五輪代表に招集されたファン・ソッコが離脱したことに加え、ミハエル・ミキッチも怪我による離脱の可能性が高まったため、サイドの選手層が薄くなっていた状況でのオファーだった。シーズン終了後、広島への期限付き移籍を満了し大分トリニータに完全移籍。
2013年11月28日、契約満了による退団が発表された。
2014年3月、ツエーゲン金沢へ移籍。
2017年、J3のSC相模原へ完全移籍。2018年12月1日、SC相模原は契約期間の満了を発表した。
2019年1月、現役引退とツエーゲン金沢のクラブアンバサダー就任が発表された。

## 所属クラブ
ユース経歴
- 青英学園SC
- 庭代FC
- 初芝橋本高等学校
- 2004年 - 2007年 中央大学サッカー部
  - 2006年 清水エスパルス (特別指定選手)

プロ経歴
- 2008年 - 2012年  清水エスパルス
  - 2012年7月 - 同年終了  サンフレッチェ広島 (期限付き移籍)
- 2013年  大分トリニータ
- 2014年3月 - 2016年  ツエーゲン金沢
- 2017年 - 2018年  SC相模原

## 個人成績
| 国内大会個人成績 | 国内大会個人成績 | 国内大会個人成績 | 国内大会個人成績 | 国内大会個人成績 | 国内大会個人成績 | 国内大会個人成績 | 国内大会個人成績 | 国内大会個人成績 | 国内大会個人成績 | 国内大会個人成績 | 国内大会個人成績 |
| 年度             | クラブ           | 背番号           | リーグ           | リーグ戦         | リーグ戦         | リーグ杯         | リーグ杯         | オープン杯       | オープン杯       | 期間通算         | 期間通算         |
| 年度             | クラブ           | 背番号           | リーグ           | 出場             | 得点             | 出場             | 得点             | 出場             | 得点             | 出場             | 得点             |
| 日本             | 日本             | 日本             | 日本             | リーグ戦         | リーグ戦         | リーグ杯         | リーグ杯         | 天皇杯           | 天皇杯           | 期間通算         | 期間通算         |
| ---------------- | ---------------- | ---------------- | ---------------- | ---------------- | ---------------- | ---------------- | ---------------- | ---------------- | ---------------- | ---------------- | ---------------- |
| 2008             | 清水             | 15               | J1               | 3                | 0                | 2                | 0                | 1                | 0                | 6                | 0                |
| 2009             | 清水             | 15               | J1               | 9                | 0                | 3                | 0                | 2                | 0                | 14               | 0                |
| 2010             | 清水             | 15               | J1               | 17               | 0                | 6                | 0                | 3                | 0                | 26               | 0                |
| 2011             | 清水             | 15               | J1               | 27               | 1                | 3                | 0                | 1                | 0                | 31               | 1                |
| 2012             | 清水             | 15               | J1               | 1                | 0                | 1                | 0                | -                | -                | 2                | 0                |
| 2012             | 広島             | 30               | J1               | 5                | 0                | -                | -                | 1                | 0                | 6                | 0                |
| 2013             | 大分             | 19               | J1               | 13               | 0                | 3                | 0                | 2                | 0                | 18               | 0                |
| 2014             | 金沢             | 30               | J3               | 30               | 3                | -                | -                | 2                | 0                | 32               | 3                |
| 2015             | 金沢             | 15               | J2               | 34               | 3                | -                | -                | 1                | 0                | 35               | 3                |
| 2016             | 金沢             | 15               | J2               | 20               | 1                | -                | -                | 0                | 0                | 20               | 1                |
| 2017             | 相模原           | 15               | J3               | 32               | 2                | -                | -                | -                | -                | 32               | 2                |
| 2018             | 相模原           | 15               | J3               | 29               | 2                | -                | -                | -                | -                | 29               | 2                |
| 通算             | 日本             | 日本             | J1               | 75               | 1                | 18               | 0                | 10               | 0                | 103              | 1                |
| 通算             | 日本             | 日本             | J2               | 54               | 4                | -                | -                | 1                | 0                | 55               | 4                |
| 通算             | 日本             | 日本             | J3               | 91               | 7                | -                | -                | 2                | 0                | 93               | 7                |
| 総通算           | 総通算           | 総通算           | 総通算           | 220              | 12               | 18               | 0                | 13               | 0                | 251              | 12               |

- 特別指定選手としての出場は無し。
- プロ初出場 - 2008年3月8日 J1第1節 対大分トリニータ戦
- プロ初ゴール - 2011年5月22日 J1第12節 対大宮アルディージャ戦

| 国際大会個人成績 | 国際大会個人成績 | 国際大会個人成績 | 国際大会個人成績 | 国際大会個人成績 | FIFA      | FIFA      |
| 年度             | クラブ           | 背番号           | 出場             | 得点             | 出場      | 得点      |
| AFC              | AFC              | AFC              | ACL              | ACL              | クラブW杯 | クラブW杯 |
| ---------------- | ---------------- | ---------------- | ---------------- | ---------------- | --------- | --------- |
| 2012             | 広島             | 30               | -                | -                | 0         | 0         |
| 通算             | AFC              | AFC              | 0                | 0                | 0         | 0         |

## 代表歴
- 2004年 U-19日本代表
- 2005年 U-20日本代表、U-21日本代表、ユニバーシアード日本代表
- 2006年 U-21日本代表、アジア競技大会日本代表
- 2007年 U-22日本選抜、ユニバーシアード日本代表

## 参考資料
- “辻尾真二選手 プロA契約締結のお知らせ”.   J's GOAL (2008年3月22日). 2012年7月20日閲覧。